# Sant'Anna (Casale Corte Cerro)
Sant'Anna is een plaats (frazione) in de Italiaanse gemeente Casale Corte Cerro.